# Peruanos Por el Kambio
Peruanos Por el Kambio (spanisch für Peruaner für den Wechsel), kurz PPK, ist eine peruanische Partei mit politischer Mitte-rechts-Ausrichtung, die dem liberalen Spektrum zugeordnet wird. Ihr Gründer Pedro Pablo Kuczynski war bis März 2018 Staatspräsident der Republik Peru, doch stellte sie mit 18 von 130 Abgeordneten des Peruanischen Kongresses nur die dortige drittgrößte Fraktion. Im 2020 neu gewählten Parlament ist sie nicht mehr vertreten.

## Geschichte
Die Partei PPK wurde am 24. Juni 2011 gegründet und im Oktober 2014 offiziell für die Wahlen registriert. Das spanische Wort cambio („Wechsel“) wird im Parteinamen absichtlich Kambio und por groß geschrieben, damit das Parteikürzel von Peruanos Por el Kambio genau den Initialen ihres Parteivorsitzenden Pedro Pablo Kuczynski entspricht.
Pedro Pablo Kuczynski verkündete seine zweite Präsidentschaftskandidatur am 26. April 2015. Im ersten Wahlgang der Präsidentschaftswahlen erzielte Pedro Pablo Kuczynski 21,05 % der gültigen Stimmen und landete somit auf dem zweiten Platz hinter Keiko Fujimori von der Partei Fuerza Popular, die auf 39,86 % kam, so dass diese beiden in die Stichwahl kamen.
Die Mehrheit der unterlegenen Kandidaten der ersten Runde unterstützte nunmehr die PPK, um eine Wiederkehr des Fujimorismo in Form von Alberto Fujimoris Tochter Keiko zu verhindern. Trotz starker politischer Gegensätze rief nun nicht nur Alejandro Toledo Manrique, unter dem PPK Premierminister gewesen war, sondern auch die linksökologische Kandidatin Verónika Mendoza von Frente Amplio zur Wahl PPKs auf.
Die Stichwahl konnte PPK mit 50,120 % der Stimmen äußerst knapp für sich entscheiden, während Keiko Fujimori mit 49,880 % unterlag, so dass Kuczynski Präsident der Republik Peru für die Wahlperiode von 2016 bis 2021 wurde.
Nachdem Kuczynski das Staatspräsidentenamt übernommen hatte, wurde der PPK-Abgeordnete des Peruanischen Kongresses Gilbert Violeta am 7. August 2016 Parteivorsitzender. Generalsekretär wurde Salvador Heresi.

### Parlamentsfraktion 2016
Die 18 Fraktionsmitglieder von PPK, gewählt für die Legislaturperiode von 2016 bis 2021, sind:
- Ana María Choquehuanca (Arequipa)
- Sergio Dávila (Arequipa)
- Janet Sánchez Alva (Callao)
- Alberto Oliva (Ica)
- Moisés Bartolomé Guía (Junín)
- Clemente Flores (Lambayeque)
- Jorge Meléndez (Loreto)
- Vicente Zeballos (Moquegua)
- Mercedes Aráoz (Lima Metropolitana und Ausland)
- Carlos Bruce (Lima Metropolitana und Ausland)
- Salvador Heresi (Lima Metropolitana und Ausland)
- Gilbert Violeta (Lima Metropolitana und Ausland)
- Juan Sheput (Lima Metropolitana und Ausland)
- Pedro Olaechea (Lima Metropolitana und Ausland)
- Guido Lombardi (Lima Metropolitana und Ausland)
- Alberto de Belaúnde (Lima Metropolitana und Ausland)
- Roberto Vieira (Lima Metropolitana und Ausland)
- Gino Costa (Lima Metropolitana und Ausland)